# Wushu na Letnich Igrzyskach Olimpijskich 2008
Turniej pokazowy w wushu podczas Letnich Igrzysk Olimpijskich 2008 odbywał się w dniach 21 – 24 sierpnia 2008 w Beijing Olympic Sports Center Gymnasium w Pekinie.

## Rezultaty

### Taolu
| Konkurencja                               |                | Nota  |                | Nota  |                      | Nota  |
| ----------------------------------------- | -------------- | ----- | -------------- | ----- | -------------------- | ----- |
| Changquan mężczyzn                        | Yuan Xiaochao  | 9.83  | Siemion Udełow | 9.63  | Ehsan Peighambari    | 9.59  |
| Kombinacja Daoshu i Gunshu mężczyzn       | Zhao Qingjian  | 19.70 | Jia Rui        | 19.34 | Cheng Chung Hang     | 19.19 |
| Kombinacja Nanquan i Nangun mężczyzn      | Willy Wang     | 19.44 | Peng Wei-chua  | 19.39 | Pui Fook Chien       | 19.34 |
| Kombinacja Jianshu i Qiangshu mężczyzn    | Liu Yang       | 19.40 | Lim Yew Fai    | 19.32 | Nguyễn Huy Thành     | 19.31 |
| Kombinacja Taijiquan i Taijijian mężczyzn | Wu Yanan       | 19.77 | Hei Zhihong    | 19.42 | Yoshihiro Shimoda    | 19.26 |
| Changquan kobiet                          | Daria Tarasowa | 9.74  | Xi Chengqing   | 9.65  | Susyana Tjhan        | 9.58  |
| Kombinacja Daoshu i Gunshu kobiet         | Geng Xiaoling  | 19.36 | Xu Huihui      | 19.31 | Chai Fong Wei        | 19.16 |
| Kombinacja Nanquan i Nandao kobiet        | Lin Fan        | 19.65 | Erika Kojima   | 19.16 | Diana Bong Siong Lin | 19.04 |
| Kombinacja Jianshu i Qiangshu kobiet      | Ma Lingjuan    | 19.60 | Han Jing       | 19.30 | Nguyễn Mai Phương    | 19.15 |
| Kombinacja Taijiquan i Taijijian kobiet   | Cui Wenjuan    | 19.69 | Chai Fong Ying | 19.34 | Ai Miyaoka           | 19.30 |

### Sanshou
| Kategoria wagowa |                 |                   |                   |
| ---------------- | --------------- | ----------------- | ----------------- |
| -56 kg mężczyzn  | Zhang Shuaike   | Nazir Szandulajew | Qin Zhijian       |
| -56 kg mężczyzn  | Zhang Shuaike   | Nazir Szandulajew | Benjie Rivera     |
| -70 kg mężczyzn  | Cai Liangchan   | Murad Achadow     | Ahmad Ibrahim     |
| -70 kg mężczyzn  | Cai Liangchan   | Murad Achadow     | Yoon Soon-myung   |
| -85 kg mężczyzn  | Muslim Salichow | Hossein Ojaghi    | Emerson Almeida   |
| -85 kg mężczyzn  | Muslim Salichow | Hossein Ojaghi    | Nicholas Evagorou |
| -52 kg kobiet    | Qin Lizi        | Mary Jane Estimar | Nguyễn Thuý Ngân  |
| -52 kg kobiet    | Qin Lizi        | Mary Jane Estimar | Farzaneh Dehghani |
| -60 kg kobiet    | Zahra Karimi    | Lương Thị Hoa     | Walaa Abdelrazek  |
| -60 kg kobiet    | Zahra Karimi    | Lương Thị Hoa     | Mariane Mariano   |

## Tabela medalowa
| Poz.    | Państwo          |    |    |    |    |
| ------- | ---------------- | -- | -- | -- | -- |
| 1       | Chiny            | 8  | 0  | 0  | 8  |
| 2       | Rosja            | 2  | 3  | 0  | 5  |
| 3       | Hongkong         | 2  | 1  | 1  | 4  |
| 4       | Makau            | 1  | 3  | 1  | 5  |
| 5       | Iran             | 1  | 1  | 2  | 4  |
| 5       | Filipiny         | 1  | 1  | 2  | 4  |
| 7       | Malezja          | 0  | 2  | 3  | 5  |
| 8       | Wietnam          | 0  | 1  | 3  | 4  |
| 9       | Japonia          | 0  | 1  | 2  | 3  |
| 10      | Włochy           | 0  | 1  | 0  | 1  |
| 10      | Chińskie Tajpej  | 0  | 1  | 0  | 1  |
| 12      | Egipt            | 0  | 0  | 2  | 2  |
| 13      | Brazylia         | 0  | 0  | 1  | 1  |
| 13      | Indonezja        | 0  | 0  | 1  | 1  |
| 13      | Wielka Brytania  | 0  | 0  | 1  | 1  |
| 13      | Korea Południowa | 0  | 0  | 1  | 1  |
| Łącznie | Łącznie          | 15 | 15 | 20 | 50 |